# 壓縮空氣儲能技術

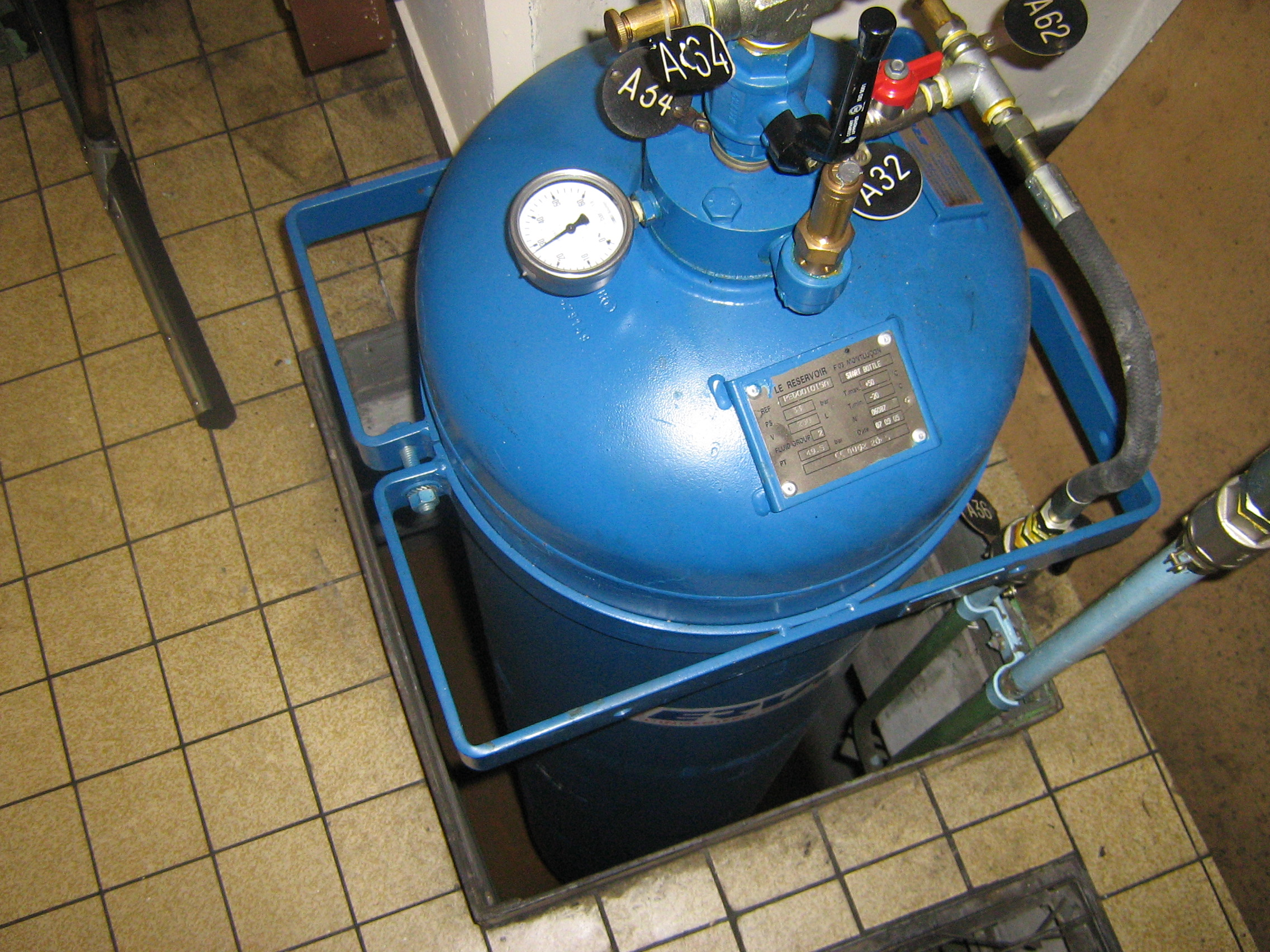
巴黎地鐵用於啟動柴油發電機組的加壓空氣罐。

壓縮空氣儲能或壓縮空氣儲能技術（Compressed air energy storage），簡稱CAES，是一種利用壓縮空氣來儲能的技術。民生上，離峰時段的能量得以儲存，並於尖峰時段釋放使用。小型系統長期以來一直用於礦山機車之推進等應用。由於散熱會降低存儲系統的能源效率，因此放大應用必須針對壓縮空氣進行熱量守恆控制。液態空氣儲能透過加壓空氣再冷卻來液化空氣，並儲存能量。在學術研究中會將其歸類為壓縮空氣儲能的一種。

## 種類
氣體壓縮會產生熱，因此壓縮後的空氣溫度較高。相反地，氣體膨脹會釋放熱。如果沒有額外的熱量進入系統，空氣溫度在膨脹後會顯著下降。如果能將壓縮所產生的熱儲存起來，並於膨脹時釋放，則儲能效率便能顯著提升。CAES系統控制熱量的方式主要分為絕熱、非絕熱或恆溫等三類。

## 熱力學
為了提升儲存與釋放過程的效率，因此一般採用近似可逆的等溫或等熵過程。

## 另見
- 壓縮空氣車
- 氣動力學

## 外部連結
- Compressed Air System of Paris – technical notes Part 1 （页面存档备份，存于） Part 2 （页面存档备份，存于） Part 3 （页面存档备份，存于） Part 4 （页面存档备份，存于） Part 5 （页面存档备份，存于） Part 6  （页面存档备份，存于） (Special supplement, Scientific American, 1921)
- Solution to some of country’s energy woes might be little more than hot air （页面存档备份，存于） (Sandia National Labs, DoE).
- MSNBC article, Cities to Store Wind Power for Later Use （页面存档备份，存于）, January 4, 2006
- Power storage: Trapped wind （页面存档备份，存于）
- Catching The Wind In A Bottle A group of Midwest utilities is building a plant that will store excess wind power underground （页面存档备份，存于）
- New York Times Article: Technology; Using Compressed Air To Store Up Electricity
- Compressed Air Energy Storage, Entropy and Efficiency （页面存档备份，存于）